# Трофимова, Сардана Александровна
Сарда́на Алекса́ндровна Трофи́мова (род. 28 марта 1988, Якутск) — российская и киргизская легкоатлетка, мастер спорта международного класса, пятикратная чемпионка России по марафону. Бывший член сборной России по марафону, с 2022 года выступает за Кыргызстан.

## Биография
Проводит тренировки в Кыргызстане.
Тренер — Татьяна Жиркова.
В Катаре на предолимпийском первенстве мира в сентябре 2019 года в очень тяжёлых условиях Сардана финишировала на двадцать втором месте в марафоне. Она показала время 2:52:46 и уступила победительнице кенийской бегунье Рут Чепнгетич 20 минут и 3 секунды.
В 2023 году вышла замуж.

## Достижения
- Чемпионка России по марафону (2015, 2018, 2019 , 2020 , 2021)
- Победительница Кубка России по марафону (2016[4][5], 2018[6][7])
- Победительница Московского марафона (2017, 2018, 2020)
- Почётная грамота Кыргызской Республики  (2024) — за большой вклад в развитие физической культуры и спорта, выдающиеся спортивные достижения, а также подготовку квалифицированных спортсменов республики[8].